# Contamine-Sarzin
Contamine-Sarzin település Franciaországban, Haute-Savoie megyében. Lakosainak száma 737 fő (2022. január 1.). Contamine-Sarzin Chaumont, Chilly, Marlioz, Minzier, Musièges és Sallenôves községekkel határos.

## Népesség
A település népességének változása:
| Lakosok száma | 607  | 681  | 705  | 704  | 720  | 722  | 743  | 741  | 737  |
|               | 2013 | 2015 | 2016 | 2017 | 2018 | 2019 | 2020 | 2021 | 2022 |